# Эскивель, Сельсо
Се́льсо Эскиве́ль Гонса́лес (исп. Celso Esquivel González; род. 20 марта 1981, Хенераль-Артигас, Парагвай) — парагвайский футболист, защитник «Атлетико Уругвай» и сборную Парагвая. Участник Олимпийских игр в Афинах.

## Клубная карьера
Эскивель начал профессиональную карьеру в 1999 году в аргентинском «Сан-Лоренсо». Эскивель толком не играл редко выходя на замену. В 2007 году для получения игровой практики он на правах аренды перешёл в «Расинг» из Авельянеды. В 2007 году Сельсо ненадолго вернулся на родину, где сезон провёл выступая за «Спортиво Лукеньо». В 2008 году Эскивель вернулся в Аргентину, его новым клубом стал «Тальерес». 7 сентября в матче против «Сан-Мартин Сан-Хуан» он дебютировал за новую команду. По окончании сезона Сельсо покинул Кордову и несколько лет выступал за малоизвестные команды «Хувентуд Унида Университарио», «Альварадо» и «Соль де Америка».
Летом 2013 года Эскивель перешёл в «Спортиво Карапегуа». 21 августа в матче против «Депортиво Капиата» он дебютировал за новую команду. В 2014 году он покинул клуб и выступал за «Док Сад», «Альмагро» и «Атлетико Уругвай».

## Международная карьера
В 2004 году Эскивель попал в заявку сборной Парагвая на участие в Кубке Америки в Перу. 7 июля в матче против сборной Бразилии он дебютировал за национальную команду.
В том же году Сельсо завоевал серебряные медали Олимпийских игр в Афинах. На турнире он сыграл в матчах против сборных Японии, Ганы, Италии, Южной Кореи, Ирака и Аргентины.

## Достижения
Международные
 Парагвай (до 23)
- Олимпийские игры — 2004